# Evangelische Kirche Ostheim (Butzbach)

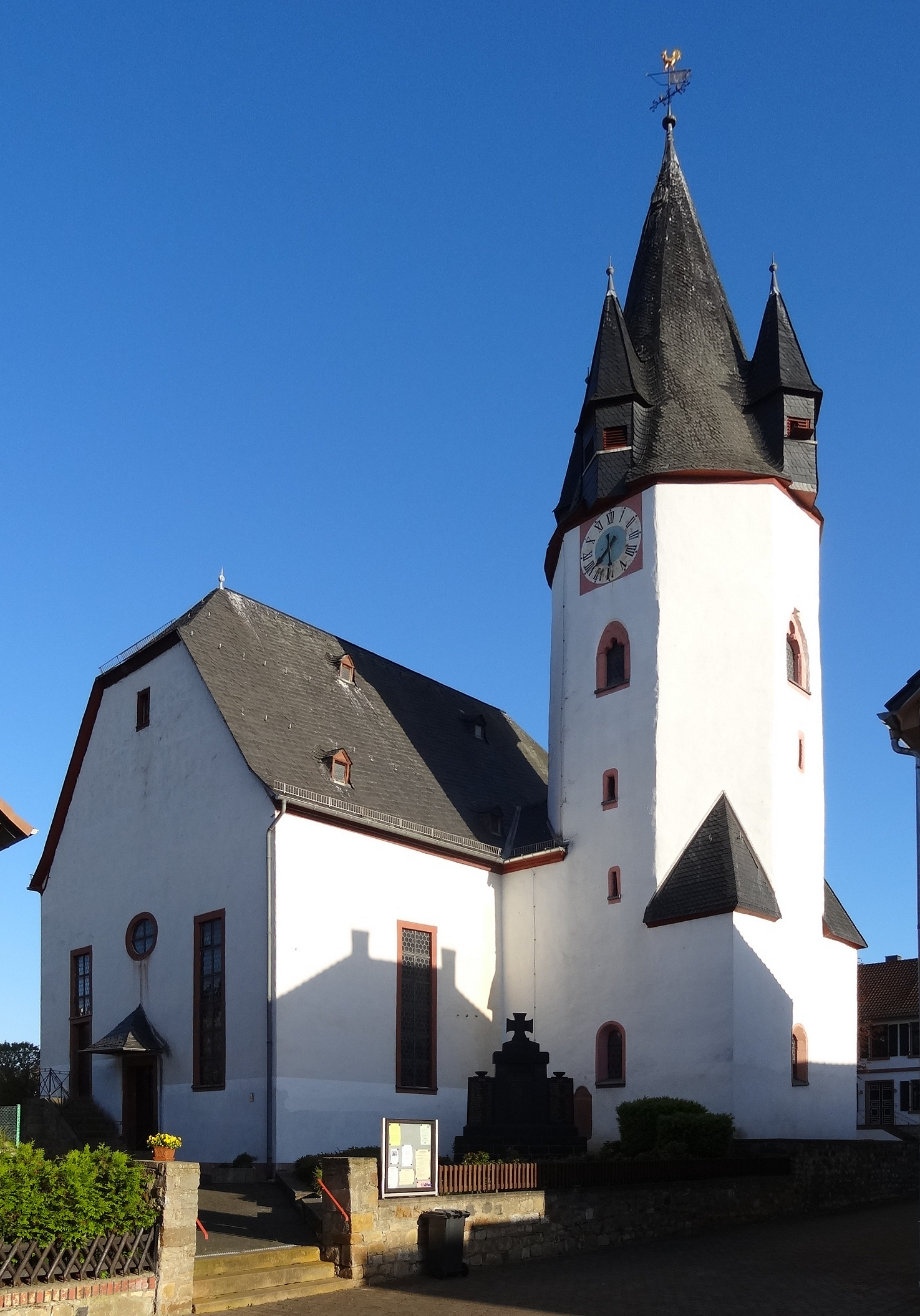
Kirche von Südosten

Die Evangelische Kirche in Ostheim, einem Stadtteil von Butzbach im Wetteraukreis in Mittelhessen, besteht aus zwei Baukörpern. Der gotische Chorturm des 14. Jahrhunderts hat einen Spitzhelm mit vier charakteristischen Wichhäuschen. Der quergelagerte, barocke Saalbau wurde 1750 fertiggestellt. Die Kirche ist ortsbildprägend und ist hessisches Kulturdenkmal.

## Geschichte

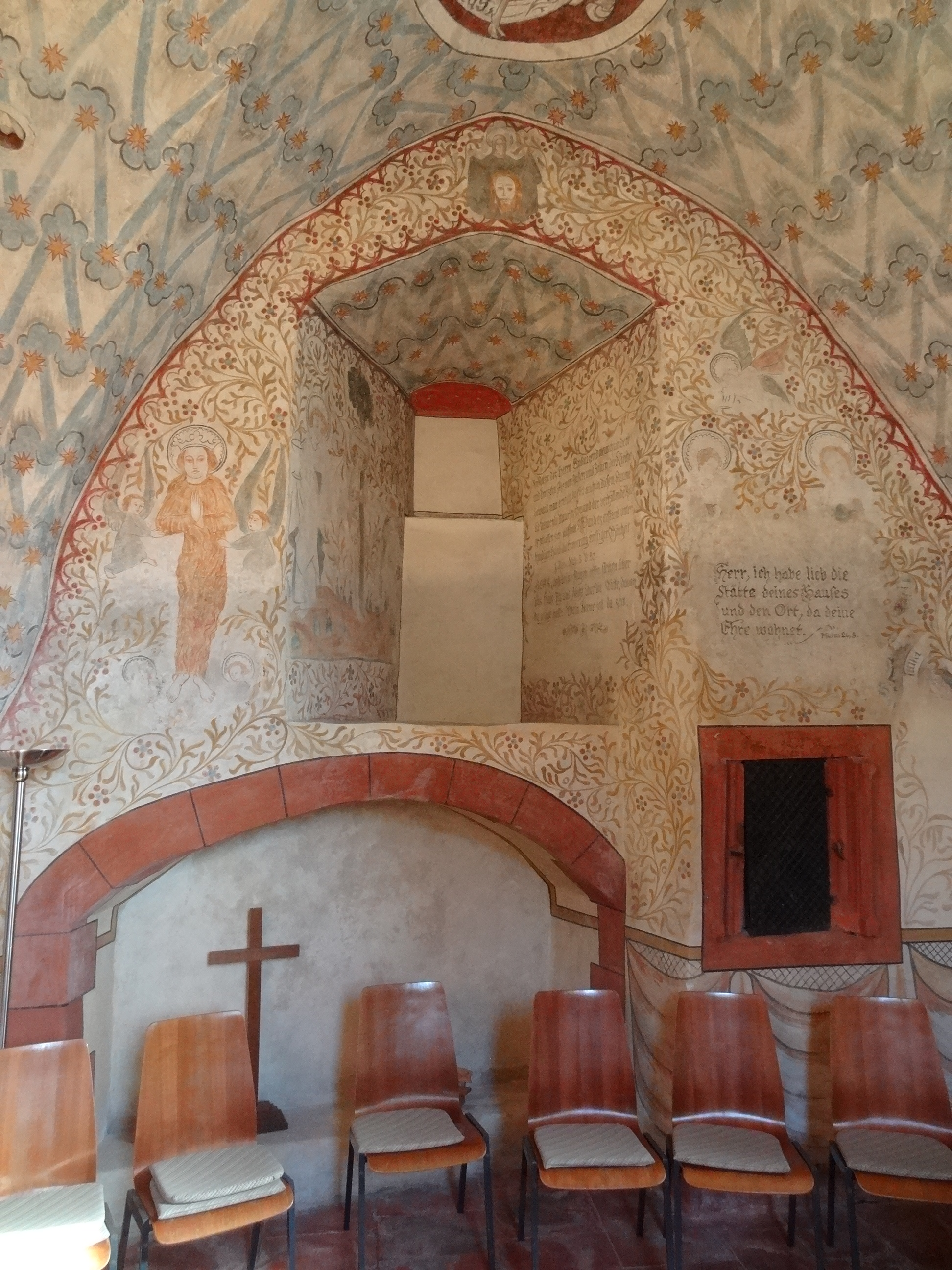
Ausgemalte Turmhalle aus gotischer Zeit

Eine Martinskapelle bestand in Ostheim bereits im 12. Jahrhundert. Im Mittelalter unterstand der Ort ebenso wie Griedel in kirchlicher Hinsicht zunächst Nieder-Weisel, das zum Dekanat Friedberg im Archidiakonat von St. Maria ad Gradus im Erzbistum Mainz gehörte. Zu dieser Zeit war die Kirche Besitz der Herren von Münzenberg. Im Jahr 1343 wurde der Ort von Nieder-Weisel getrennt und zur eigenständigen Pfarrkirche erhoben. Das Gotteshaus war dem heiligen Martin geweiht.
Mit Einführung der Reformation wechselte die Kirchengemeinde zum evangelischen Bekenntnis. Als erster evangelischer Pfarrer wirkte hier Heinrich Möller, der frühere Johanniterbruder in Nidda, von 1532 bis 1567.
Am 5. Mai 1749 erfolgte der Abriss des mittelalterlichen Langhauses aufgrund von Baufälligkeit. Auf Veranlassung von Prinz Heinrich von Hessen blieb der Turm erhalten. Am 20. Juni 1749 fand die Grundsteinlegung für den Neubau an der Westseite des Turms und am 8. Juli 1750 seine Einweihung statt. Der Entwurf wird H. Müller zugeschrieben.
Im Jahr 1913 wurde die Kirche renoviert, die Orgel mit einem neuen Innenwerk versehen, der seit 1749 vermauerte Chorbogen geöffnet und von den Kirchenmalern Velte und Kienzle wurden die Chormalereien wieder freigelegt. Nachdem ein Blitz den Turmhelm gespalten halte, folgten eine Renovierung, die Beseitigung von Hausschwamm, der Einbau neuer Glocken und eine neue Beschieferung. 1976 wurde die Originalfassung der Stuckdecke freigelegt und von Restaurator Meffert wurden die Ornamente vergoldet. Umfangreiche Bau- und Restaurierungsarbeiten fanden in den 1990er Jahren statt. Der Turm wurde saniert und neu verschiefert, der Zementverputz entfernt und Drainage verlegt, um eine weitere Beschädigung der Chormalereien durch Feuchtigkeit und Salzausblühungen zu verhindern. Die Malereien, die vor allem im unteren Bereich Schäden aufwiesen, wurden für 100.000 DM restauriert. Heizung und Wetterhahn wurden erneuert. Die Einweihung erfolgte am 24. Januar 1999.
Die Kirchengemeinde Ostheim gehört zum Dekanat Wetterau in der Propstei Oberhessen in der Evangelischen Kirche in Hessen und Nassau.

## Architektur

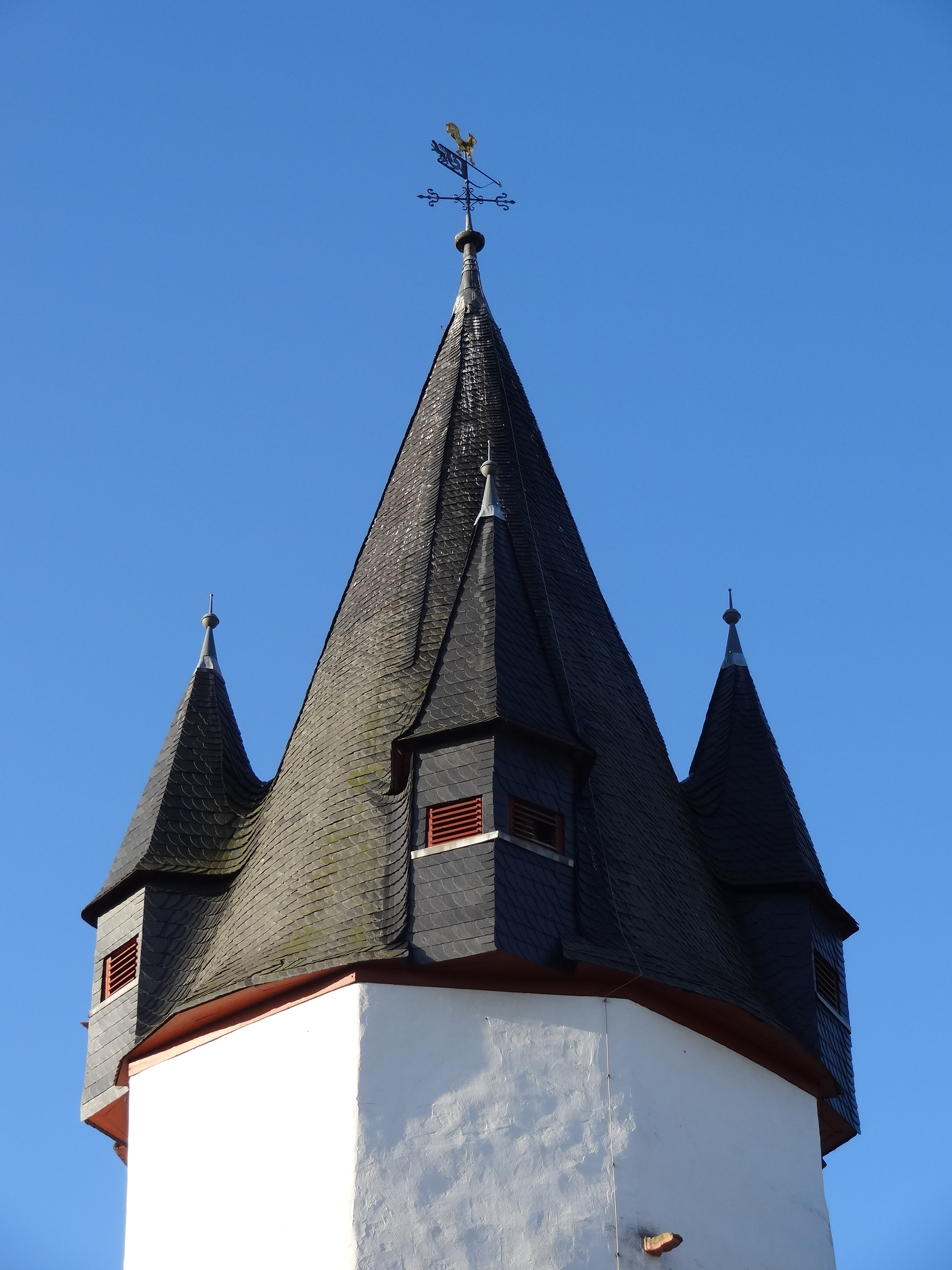
Helmaufbau

Die geostete, weiß verputzte Saalkirche auf rechteckigem Grundriss ist im Ortszentrum errichtet. Der quer gelagerte Saalbau, eine so genannte Querkirche, ist nicht auf der Mittelachse des Ostturms errichtet, sondern schließt unsymmetrisch im Norden mit dem Turm ab.
Das unterste Geschoss des Chorturms auf annähernd quadratischem Grundriss ist der Rest der alten Kapelle. Es wird im Inneren von einem einjochigen Kreuzgratgewölbe aus spätgotischer Zeit überwölbt. Die Turmhalle wird von rundbogigen Fenstern belichtet, was auf einen romanischen Ursprung hinweist. Die achteckig ausgeführten Obergeschosse aus Bruchsteinmauerwerk haben kleine Schlitzfenster im Mittelgeschoss, die früheren Schießscharten. Die vier Fenster im dritten Geschoss sind in Form und Größe unterschiedlich gestaltet. Nach Norden und Westen sind kleine Rundbogenfenster eingelassen, die auf die romanische Zeit zurückgehen. Das spätgotische Fenster mit Dreipass und Rundbogenblende nach Osten ist das größte Fenster (1,00–1,20 × 1,80 Meter breit). Etwas kleiner, aber ähnlich gebaut ist das Südfenster. Eine Steinlage über dem Ostfenster ändert sich das Mauerwerk und es werden größere Steine verwendet. 0,50 Meter höher springt die Außenmauer in Höhe des Glockengeschosses um 0,20–0,25 Meter zurück. Vermutet wird, dass das Mauerwerk in der zweiten Hälfte des 15. Jahrhunderts um 2,50 Meter aufgestockt und darauf der Turmhelm mit seinen vier Wichhäuschen aufgesetzt wurde. Wahrscheinlich befand sich über dem dritten Obergeschoss ursprünglich eine offene Wehrplattform, bis in spätgotischer Zeit das Glockengeschoss in den Turmhelm verlegt wurde. Ein steinerner Wasserspeier ist an der Nordseite erhalten und deutet auf einen ursprünglich anderen Turmabschluss. Ein großer rechteckiger Quaderstein mit dem Wappen der hessischen Landgrafen ist an der Ostecke der Nordwand eingelassen. Wahrscheinlich wurde er aus dem Vorgängerbau übernommen und diente als Wappenstein über dem Hauptportal. Der verschieferte, hölzerne Spitzhelm wird von vier kleinen Ecktürmen, fünfeckigen Wichhäuschen mit Spitztürmchen, flankiert und von Turmknauf, schmiedeeisernem Kreuz, Wetterfahne und vergoldetem Wetterhahn bekrönt. Unterhalb der Traufe ist im Süden in Höhe des vierten Geschosses das Ziffernblatt für die Turmuhr angebracht. Die Glockenstube beherbergt ein Viergeläut. Eine kleine Glocke goss Wilhelm Otto in Gießen im Jahr 1786. Drei weitere lieferte Rincker 1950. In der Südwand des Turms ist eine barocke Grabplatte von Pfarrer Christian Matern Vigelius (1689–1773) aus rotem Sandstein eingemauert. Sie beschreibt auf einer rechteckigen Schrifttafel die Familiengeschichte und zeigt im geschwungenen Kopfstück einen geflügelten Engelkopf. Ein Kriegerdenkmal südlich des Turms erinnert an die Gefallenen der beiden Weltkriege.
Das Schopfwalmdach des Saalbaus ist im Westen mit fünf Gauben bestückt. Der Innenraum wird an jeder Seite durch zwei hohe, schmale Rechteckfenster belichtet, die innen tiefe Laibungen mit Stichbogen haben. Die Ostseite hat aufgrund des Turms nur ein Rechteckfenster. Über den rechteckigen Portalen mit geradem Sturz und verschiefertem Vordach im Süden und Westen ist je ein ovales Fenster eingelassen. Das Südportal ist mit der Jahreszahl 1749 bezeichnet.

## Ausstattung

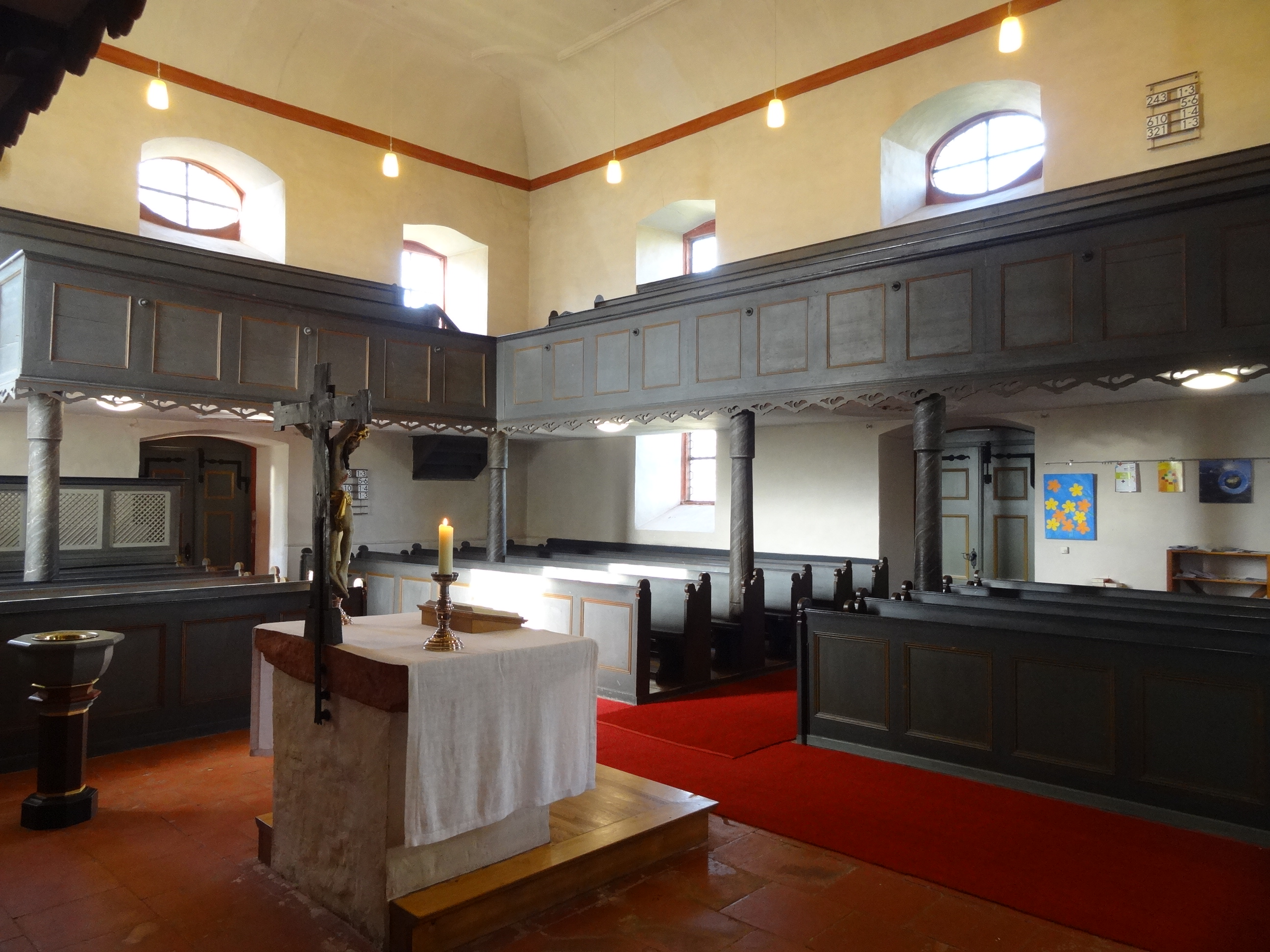
Innenraum nach Südwesten

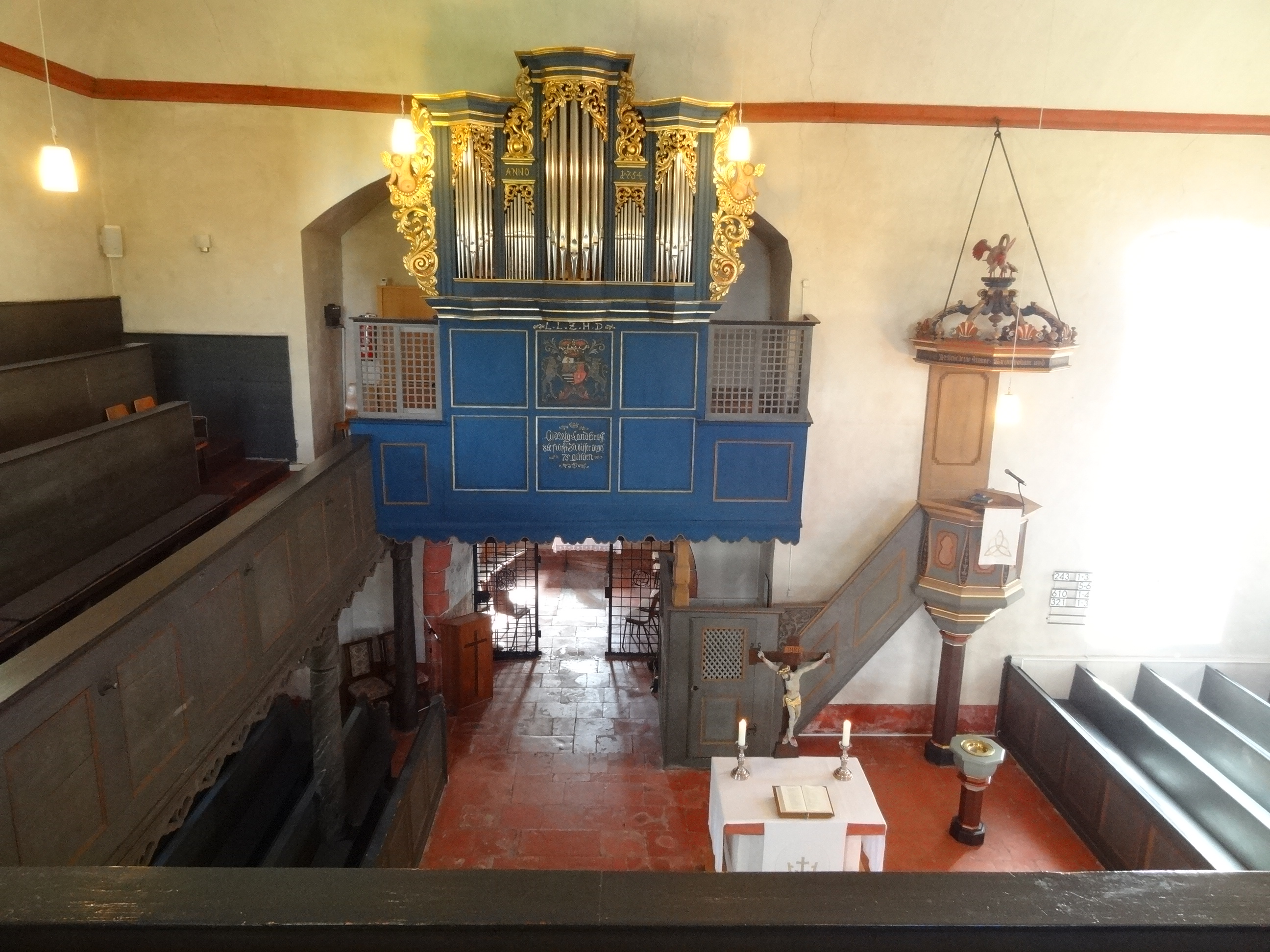
Blick nach Osten

Ein gotischer Spitzbogen öffnet die vollständig ausgemalte Turmhalle zum Schiff. Im unteren Bereich ist ein Vorhang gemalt. Die figürlichen Darstellungen an den Wänden, Fensterlaibungen und am Gewölbe des Chors stammen aus dem zweiten Viertel des 15. Jahrhunderts. Sie zeigen auf dem Hintergrund von feinem Rankenwerk in der Ostwand die gekrönte Muttergottes (links vom Fenster), drei Heilige (über dem Wandschrank), die Kreuzigungsszene (über dem Fensterbogen), Reste der Anbetung der Könige (im südlichen Gewände), einen Christuskopf, wohl als Teil der Heiligen Dreifaltigkeit (über der Nische) und die Ölbergszene (rechts vom Fenster). In der Südwand ist die Dornenkrönung Christi dargestellt (links vom Fenster), eine Drachentöterin (wohl die heilige Margareta) und das Rad der heiligen Katharina (in der östlichen Fensterlaibung), eine Inschrift von 1913 (in der westlichen Laibung) und Christophorus (rechts vom Fenster). In der Nordwand sind Reste von Heiligen und das Schweißtuch der Veronika (über der Fensternische) zu sehen. Im Gewölbescheitel ist das Lamm Gottes dargestellt, das von den Evangelistensymbolen mit gotischen Schriftbändern in den Gewölbekappen umgeben wird. Im Hintergrund werden Sterne und kleine, stilisierte Wolken mit gezackten Linien verbunden. Sakramentsnische und Wandschränke stammen ebenfalls aus spätgotischer Zeit.
Der Saalbau wird durch eine flache Spiegeldecke abgeschlossen, die an den Langseiten breite Kehlen hat. Die Stuckornamente schufen J. J. Roßbach und Meister Wilhelmi. Zentral ist vergoldet das Auge der Vorsehung in einem Dreieck, umgeben von Strahlenkranz und vier geflügelten Engelsköpfen dargestellt. Profilierte Stuckleisten bilden geometrische Figuren, die durch Blättergirlanden verbunden werden. Die dreiseitig umlaufende Empore lässt die Ostseite frei, die als Aufstellungsort von Kanzel und Orgel dient. Die Empore ruht auf marmoriert bemalten Rundsäulen und hat kassettierte Füllungen. Unter der Nordempore ist eine Bauinschrift in einem Lorbeerkranz gemalt, die mit dem Jahr 1750 bezeichnet ist und die Namen der vier Baumeister nennt. Ein gemaltes Medaillon mit der Umschrift „Sub umbra alarum Jehovae“ (unter dem Schatten der Fittiche Jehovas) unter der Südempore hat ebenfalls die Jahreszahl 1750 sowie als Doppel-L die Initialen des Landgrafen Ludwig VIII. Entsprechend den drei Seiten der Empore ist das blaugraue Kirchengestühl, dessen Brüstungen ebenfalls kassettierte Füllungen haben, auf Kanzel und Altar ausgerichtet. An der Süd- und Nordwand ist je ein hölzerner Stand mit durchbrochenem Rautenwerk aufgestellt.
Der aufgemauerte Blockaltar wird von einer Mensaplatte über Schräge bedeckt. Auf ihm steht ein hölzernes Kruzifix des Dreinageltypus von 1750, das Stadtschreiber Christoph Helwig Haberkorn (1711–1761) aus Butzbach stiftete. Die hölzerne, polygonale Kanzel von 1750 ruht auf einem achteckigen Pfosten. Die Kanten der profilierten Gesimse sind vergoldet. Der Schalldeckel trägt als Inschrift den Bibelvers aus Jes 58,1 . Er wird am Rand mit Muscheln, Voluten und Spitzen verziert und in der Mitte von einer Volutenkrone bekrönt, auf der ein Pelikan seine drei Jungen mit seinem eigenen Blut nährt, Symbol für die hingebungsvolle Liebe Christi. Von unten ist der Schalldeckel mit acht biblischen Szenen aus dem Alten und Neuen Testament bemalt. Im Zentrum ist eine weiße Taube als Symbol für den Heiligen Geist dargestellt. Den Zugang zum Kanzelaufgang gewährt ein Pfarrstuhl unterhalb der Orgelempore, der unten kassettierte Füllungen und oben durchbrochenes Rautenwerk hat.

## Orgel

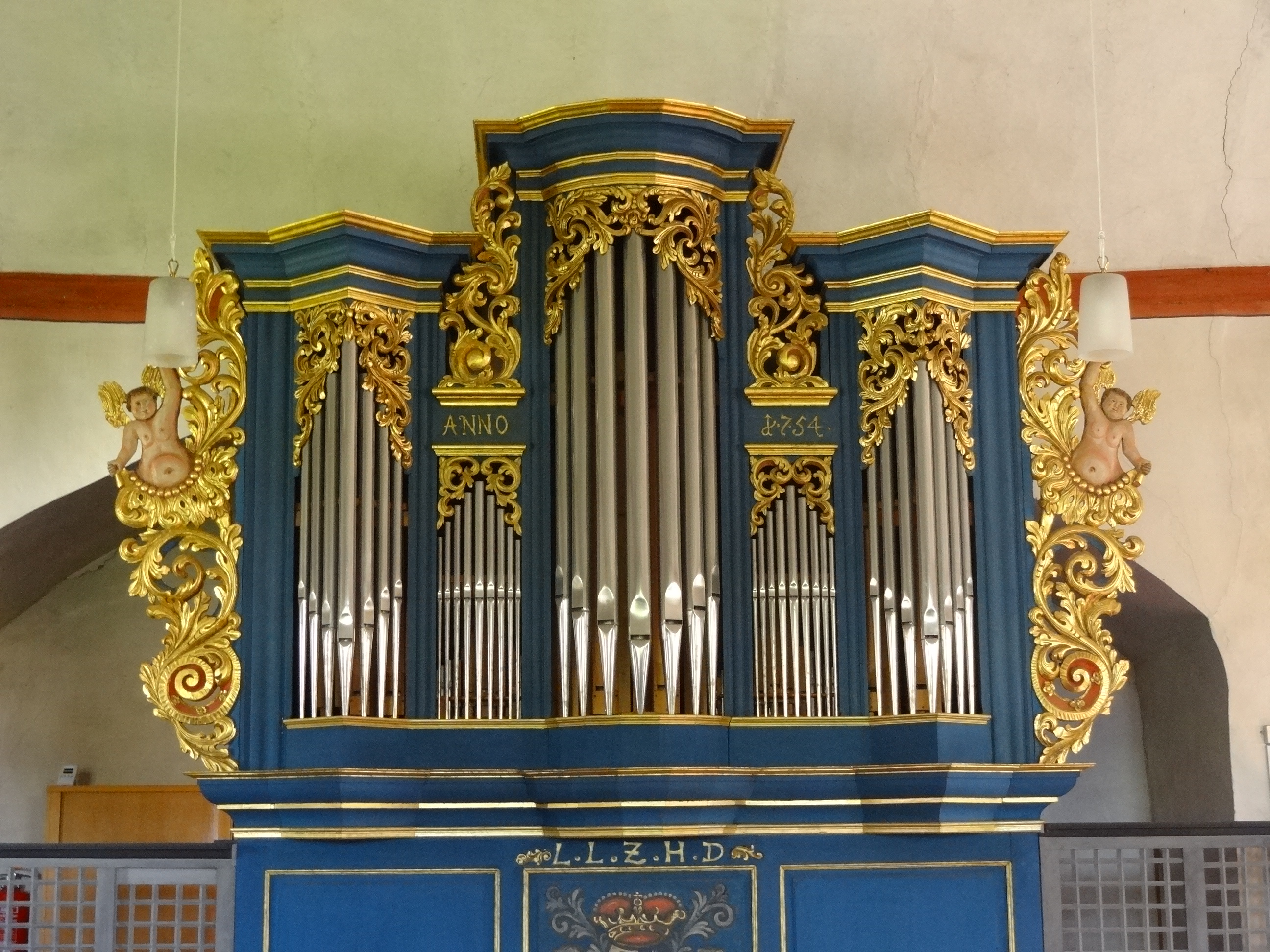
Orgelprospekt von Syer (1754)

Für die neue Kirche baute Johann Friedrich Syer aus Florstadt im Jahr 1754 eine erste Orgel unter Mitwirkung des Gesellen Johann Conrad Bürgy aus Schaffhausen. Die pedallose Orgel verfügte über zehn Register auf einem Manual. Im Jahr 1857 ergänzte Adam Karl Bernhard ein Pedal mit einem Subbass 16′. Die Licher Firma Förster & Nicolaus baute 1913 hinter dem Rokoko-Prospekt ein neues Innenwerk mit pneumatischen Kegelladen. Neun Register verteilten sich auf zwei Manuale und Pedal. Im Jahr 1979 ersetzte dieselbe Firma die Orgel. Der Kirchenmaler Karl-Bernd Beierlein stellte die ursprüngliche Fassung in Bergblau wieder her.
Der fünfachsige Syer-Prospekt hat einen überhöhten polygonalen Mittelturm und außen zwei Spitztürme, dazwischen niedrige Flachfelder. Kennzeichnend für Syer sind die gewellten Lisenen und der profilierte Gesimskranz. Vergoldetes Rankenwerk schließt die Pfeifenfelder nach oben ab, krönt die Flachfelder und bildet die seitlichen Blindflügel, in die zwei Engelfiguren eingearbeitet sind. Das Untergehäuse hat kassettierte Füllungen, deren beide mittlere das hessische Wappen und das Monogramm Ludwigs VIII. „L. L. Z. H. D“ (Ludwig Landgraf zu Hessen-Darmstadt) sowie die Inschrift „Ludwig LandGraff 8te stüfft Zu disser Orgel 75 gulden“ tragen. Die Disposition lautet wie folgt:
| Manual C–f3   |       |
| Holzgedackt   | 8′    |
| Prinzipal     | 4′    |
| Rohrflöte     | 4′    |
| Quinte        | 2 ⁄3′ |
| Waldflöte     | 2′    |
| Mixtur II–III |       |

| Pedal C–f1 |     |
| Subbaß     | 16′ |

- Koppeln: I/P